# Valenciano Abajo
Valenciano Abajo es un barrio ubicado en el municipio de Juncos en el estado libre asociado de Puerto Rico. En el Censo de 2010 tenía una población de 3582 habitantes y una densidad poblacional de 466,45 personas por km².

## Geografía
Valenciano Abajo se encuentra ubicado en las coordenadas 18°11′33″N 65°55′22″O / 18.19250, -65.92278. Según la Oficina del Censo de los Estados Unidos, Valenciano Abajo tiene una superficie total de 7.68 km², de la cual 7.63 km² corresponden a tierra firme y (0.61%) 0.05 km² es agua.

## Demografía
Según el censo de 2010, había 3582 personas residiendo en Valenciano Abajo. La densidad de población era de 466,45 hab./km². De los 3582 habitantes, Valenciano Abajo estaba compuesto por el 71.61% blancos, el 14.6% eran afroamericanos, el 0.53% eran amerindios, el 0.08% eran asiáticos, el 6.14% eran de otras razas y el 7.04% pertenecían a dos o más razas. Del total de la población el 99.3% eran hispanos o latinos de cualquier raza.